# Ralph Busser
Ralph Cox Busser (* 3. Januar 1875 in York, Pennsylvania; † nach 1939) war ein US-amerikanischer Generalkonsul. 

## Leben
Er war der Sohn von William und Mary Busser, besuchte die Höhere Schule und die Berufsschule in York und studierte dann an der Universität von Pennsylvania. Am 31. Mai 1905 wurde Ralph Busser zum Konsul in Erfurt in der preußischen Provinz Sachsen ernannt. Am 30. Oktober 1909 erfolgte auch eine provisorische Zulassung als Konsul der Vereinigten Staaten von Amerika im Großherzogtum Sachsen-Weimar-Eisenach.
Nach der Tätigkeit als Konsul in Bergen (Norwegen) und in Cardiff (Wales) erfolgte 1930 sein Wechsel nach Leipzig in Sachsen. Sein Dienstsitz war dort bis zu seinem Weggang 1940 in der Otto-Schill-Straße 1 (heutiges Bürgeramt). Zuletzt wurde er als Generalkonsul bezeichnet.